# 수택동
수택동(水澤洞)은 대한민국 경기도 구리시 남쪽에 남양주시와 한강을 경계로 서울특별시와 접하고 있는 동이다.

## 역사
1914년 행정구역 개편때 구지면의 수택리(水澤里)가 그대로 수택동이 되었다. 옛 마을로는 검배, 이촌, 수누피 등이 있다.
검배는 크고 검은 바위가 있어서 붙여진 이름이다. 그러나 일제시대때 신대촌(새터말)으로 이름을 바꾸고 이것이 새말(신촌)과 구말(안말/너머말)로 나뉘어 불렸으나, 현재는 아파트와 상가가 들어서면서 구분이 사라졌다. 검배마을의 이름에 흔적이 남아있다.
이촌말은 구 일화제약(현 e편한세상 아파트) 주위에 전주이씨들이 모여 이룬 집성촌이다. 구리시장 내부에 이촌경로당의 이름에 흔적이 남아있다.
수늪/수누피는 현 수택2동 주민센터 부위의 마을로, 왕숙천이 범람해 만들어진 자연늪을 수늪이라고 부른데서 기원했다. 원수택이라고도 불리는 것을 보아 과거 수택리의 중심지였음을 알 수 있다. 수누피 가운데의 마을을 가운뎃말이라고 불렀다. 수누피 공원과 수누피시립어린이집 등에 흔적이 남아있다.
- 1914년 3월 1일 양주군 구리면 신설
- 1975년 5월 1일 구리읍 수택출장소 신설
- 1986년 1월 1일 구리읍의 시승격으로 구리시 수택동 신설 (수택리와 교문리 일부)
- 1996년 1월 8일 수택1동으로 명칭 변경[1]
- 1996년 1월 8일 수평동이 폐지 수택2, 3동으로 분동[2]

## 법정동
- 교문동(橋門洞)
- 수택동
- 토평동(土坪洞)

## 교육

### 수택1동
- 구리초등학교
- 수택고등학교

### 수택3동
- 부양초등학교
- 수택초등학교
- 구리초등학교
- 구리여자중학교
- 구리여자고등학교
- 토평고등학교

## 아파트
| 단지명                      | 건설사                    | 시행사                          | 주소                        | 입주        | 비고                  |
| --------------------------- | ------------------------- | ------------------------------- | --------------------------- | ----------- | --------------------- |
| 장자마을 5단지 금호베스트빌 | 금호산업                  |                                 | 장자호수길 77 (수택동)      | 2001년 8월  |                       |
| 수택 금호어울림             | 금호산업                  | 성림연립 재건축주택정비사업조합 | 경춘로276번길 66 (수택동)   | 2006년 12월 | 성림연립 재건축       |
| e편한세상 수택 센트럴파크   | 대림산업 ㈜선원건설       | 아시아신탁㈜ 일화               | 안골로64번길 10 (수택동)    | 2020년 2월  | 구 일화 구리공장 부지 |
| 토평마을 삼성               | 삼성물산㈜ 건설부문       | 삼성물산㈜ 건설부문             | 장자대로111번길 12 (토평동) | 2001년 6월  |                       |
| 토평마을 상록               | ㈜제이알종합건설          | 공무원연금공단                  | 장자대로111번길 56 (토평동) | 2002년 2월  |                       |
| 토평마을 한일               | 한일건설㈜                | 한일건설㈜                      | 장자대로111번길 11 (토평동) | 2001년 8월  |                       |
| 검배마을 우남               | 우남건설㈜                | 우남건설㈜                      | 검배로 154 (토평동)         | 2000년 12월 |                       |
| 검배마을 SK신일             | 신일건업㈜ ㈜에스케이건설 | 신일건업㈜ ㈜에스케이건설       | 검배로 142 (토평동)         | 2001년 6월  |                       |
| 검배마을 영풍마드레빌       | 영풍건설㈜                | 영풍건설㈜                      | 벌말로 226-6 (수택동)       | 2003년 12월 |                       |